# Wyong Shire
Koordinaten: 33° 16′ S, 151° 21′ O

Wyong Shire war ein lokales Verwaltungsgebiet (LGA) im australischen Bundesstaat New South Wales. Das Gebiet war 745 km² groß und hatte zuletzt etwa 150.000 Einwohner. 2016 ging es im Central Coast Council auf.
Wyong lag an der Pazifikküste in der Region um die Metropole Sydney etwa 90 km nördlich des Stadtzentrums. Das Gebiet umfasste 96 Ortsteile und Ortschaften, darunter Bateau Bay, Berkeley Vale, Brush Creek, Budgewoi, Chittaway Point, Dooralong, Durren Durren, The Entrance, Gorokan, Ourimbah, Palm Grove, Palmdale, Tuggerah, Warnervale, Wyong, Yarramalong sowie Teile von Kulnura, Lisarow, Somersby und Wyee. Der Sitz des Shire Councils befand sich in der Ortschaft Wyong in der Osthälfte der LGA am Tuggerah Lake, wo zuletzt etwa 4.300 Einwohner lebten.
Erste Siedlungen gab es in der Gegend von Wyong bereits Mitte des 19. Jahrhunderts, aber erst mit der Eisenbahnlinie von Newcastle nach Sydney wuchs die Besiedlung. Der Holztransport von nördlicheren Gebieten nach Sydney machte Wyong zu einem Handels- und Verwaltungszentrum der Region. Bald wurde die Stadt auch zu einem Wochenend- und Altersruhesitz der Bewohner der beiden Großstädte und seit der Anbindung an Sydney durch den Freeway 3 ist die Bevölkerungszahl geradezu explodiert. Heute leben über 150.000 Einwohner in der Region und über 316.000 im gesamten Gebiet der Central Coast.

## Verwaltung
Der Wyong Shire Council hatte zehn Mitglieder, die von den Bewohnern von zwei Wards gewählt wurden (je fünf aus Ward A und B). Diese beiden Bezirke waren unabhängig von den Ortschaften festgelegt. Aus dem Kreis der Councillor rekrutierte sich auch der Mayor (Bürgermeister) des Councils.